# Ranzania japonica
Ranzania japonica là một loài thực vật có hoa trong họ Hoàng mộc. Loài này được Carl Johann Ivanovič Maximowicz công bố hợp lệ vào năm 1887 trong Bulletin de l'Académie Impériale des Sciences de Saint-Pétersbourg. Năm 1888 Itô lại chuyển nó sang chi ông mới mô tả là Ranzania.

## Hình ảnh

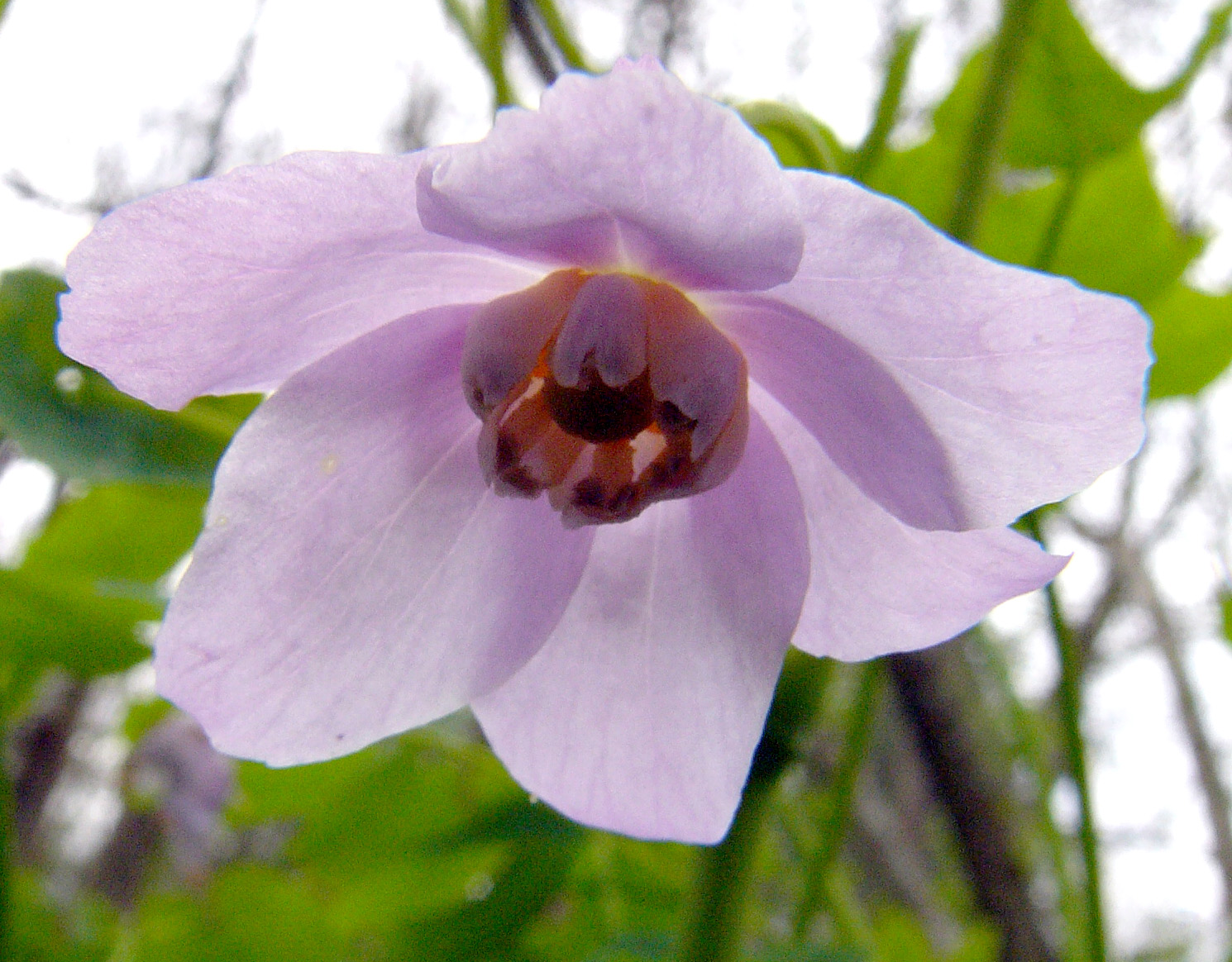
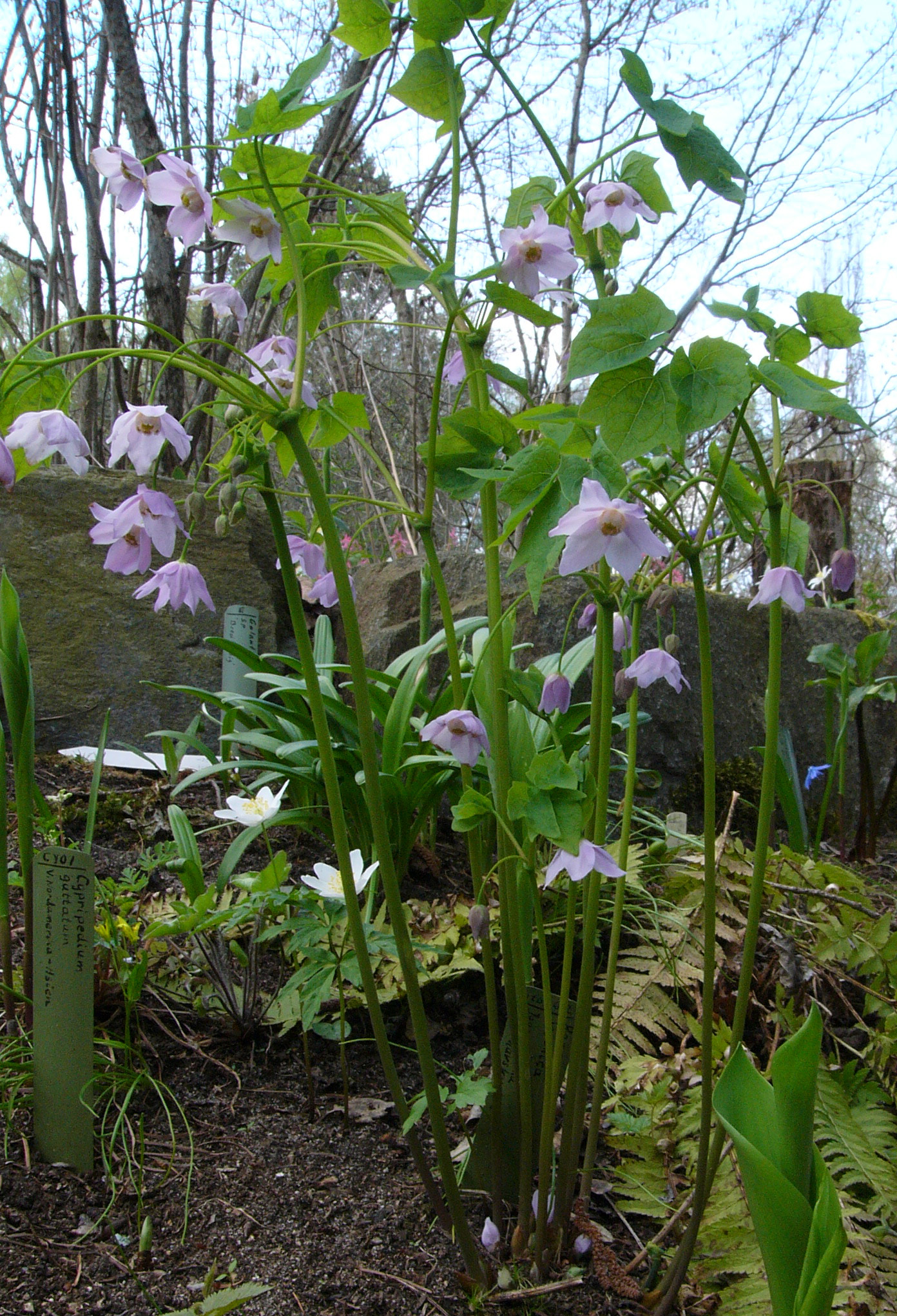
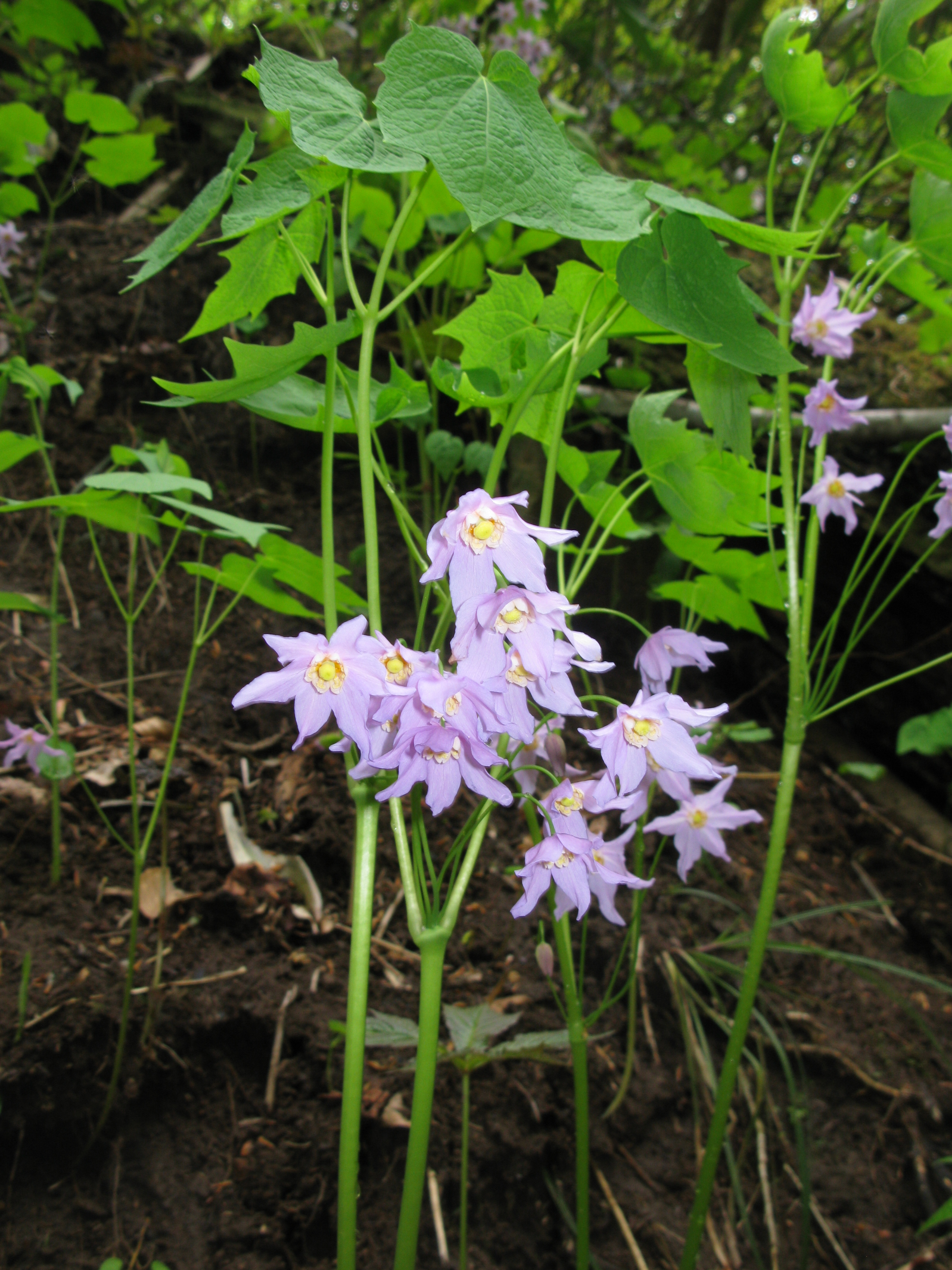
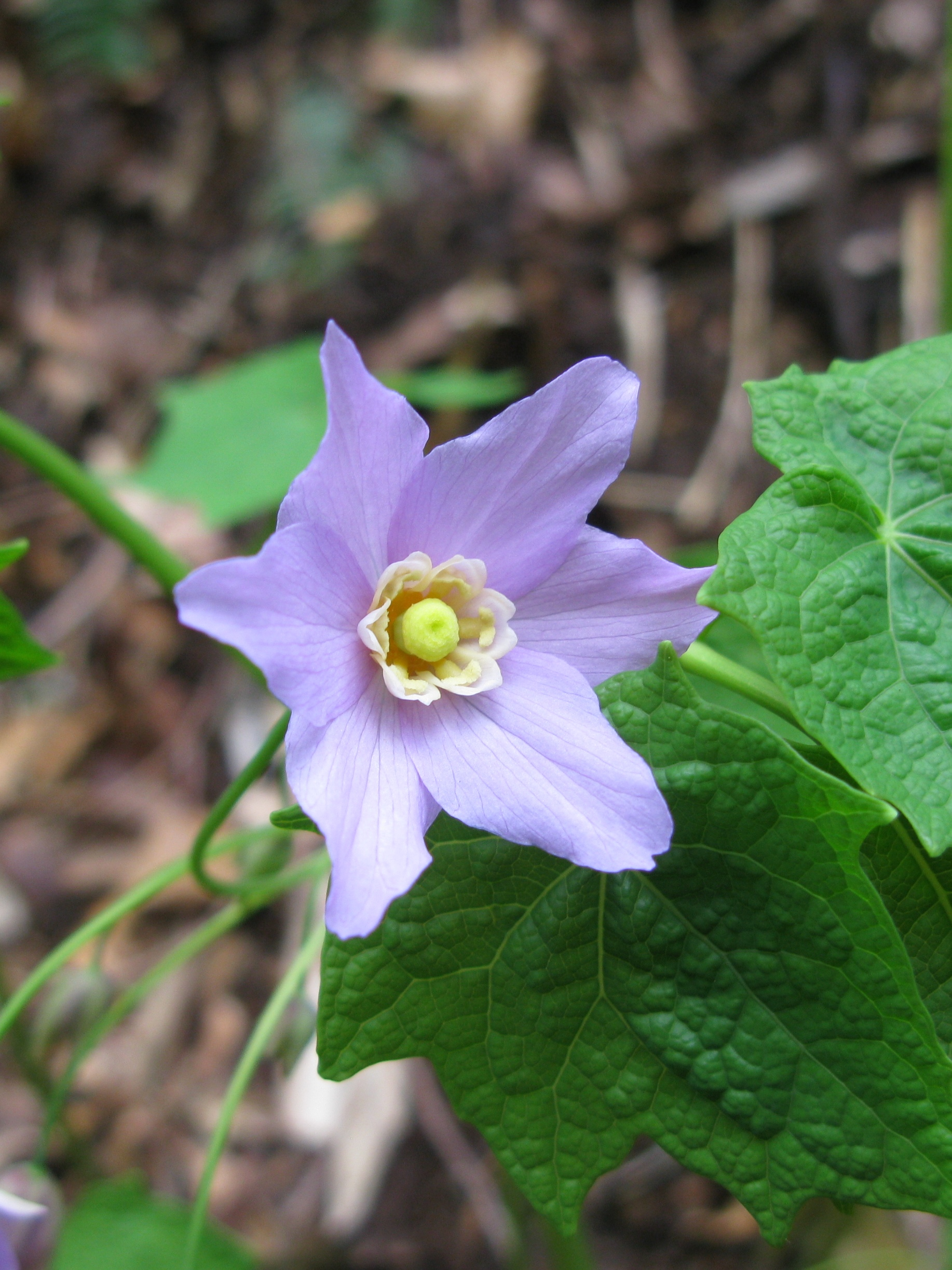